# Serge Halimi

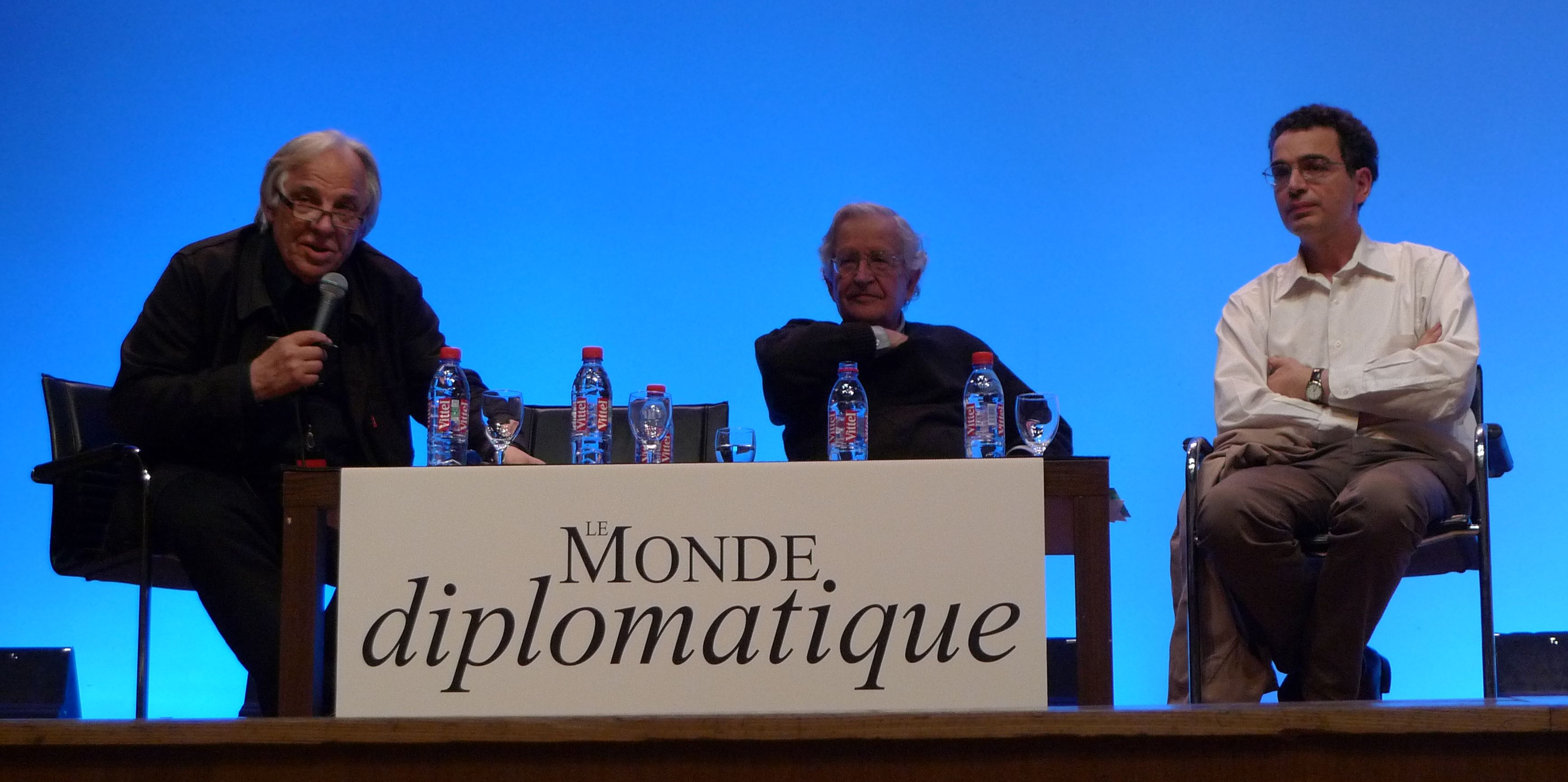
Daniel Mermet, Noam Chomsky e Serge Halimi em Paris (maio de 2010).

Serge Halimi (nascido em 2 de agosto de 1955) é um jornalista que trabalha no Le Monde diplomatique desde 1992. Em março de 2008, ele se tornou o diretor editorial. Ele também é o autor de Le Grand Bond en Arrière. 

## Biografia
Serge Halimi foi eleito diretor editorial da Le Monde diplomatique em 17 de dezembro de 2007. Ele assumiu o cargo em 1 de março de 2008, substituindo Ignacio Ramonet. Antes disso, ele atuou como jornalista no próprio Le Monde. 
Em 2019, citando décadas de aventurismo militar americano arrastando nações da OTAN para guerras e a liderança errática do Presidente Trump na Síria, Halimi pediu que os países europeus deixassem a Otan.

## Publicações
- À l'américaine, faire un président, 1986.
- Sisyphe est fatigué. Les échecs de la gauche au pouvoir, 1993.
- Les Nouveaux Chiens de garde, 1997; atualizado e ampliado em 2005.
- Quand la gauche essayait, Arléa, 2000.
- L'Opinion, ça se travaille…, Agone, 2000; quinta edição, com Dominique Vidal e Henri Maler, atualizado e ampliado em 2006, coll. « éléments ».
- Le Grand Bond en arrière, 2004, éditions Fayard (réédité en 2006), Agone, coll. « éléments », 2012.
- Économistes à gages, 2012, Les liens qui libèrent - Le Monde diplomatique, coll. « Prendre parti ».